# North American F-86D Sabre
El North American F-86D Sabre (también conocido como "Sabre Dog" o "Dog Sabre") fue un avión de caza todo tiempo a reacción fabricado por North American Aviation para la Fuerza Aérea de los Estados Unidos. Aunque derivaba del caza diurno F-86 Sabre, su variante sólo mantenía un 25% de piezas comunes con las otras variantes del Sabre. Se caracterizaba por tener su fuselaje más largo, un motor con postquemador de mayor tamaño y contar con radomo.

## Diseño y desarrollo

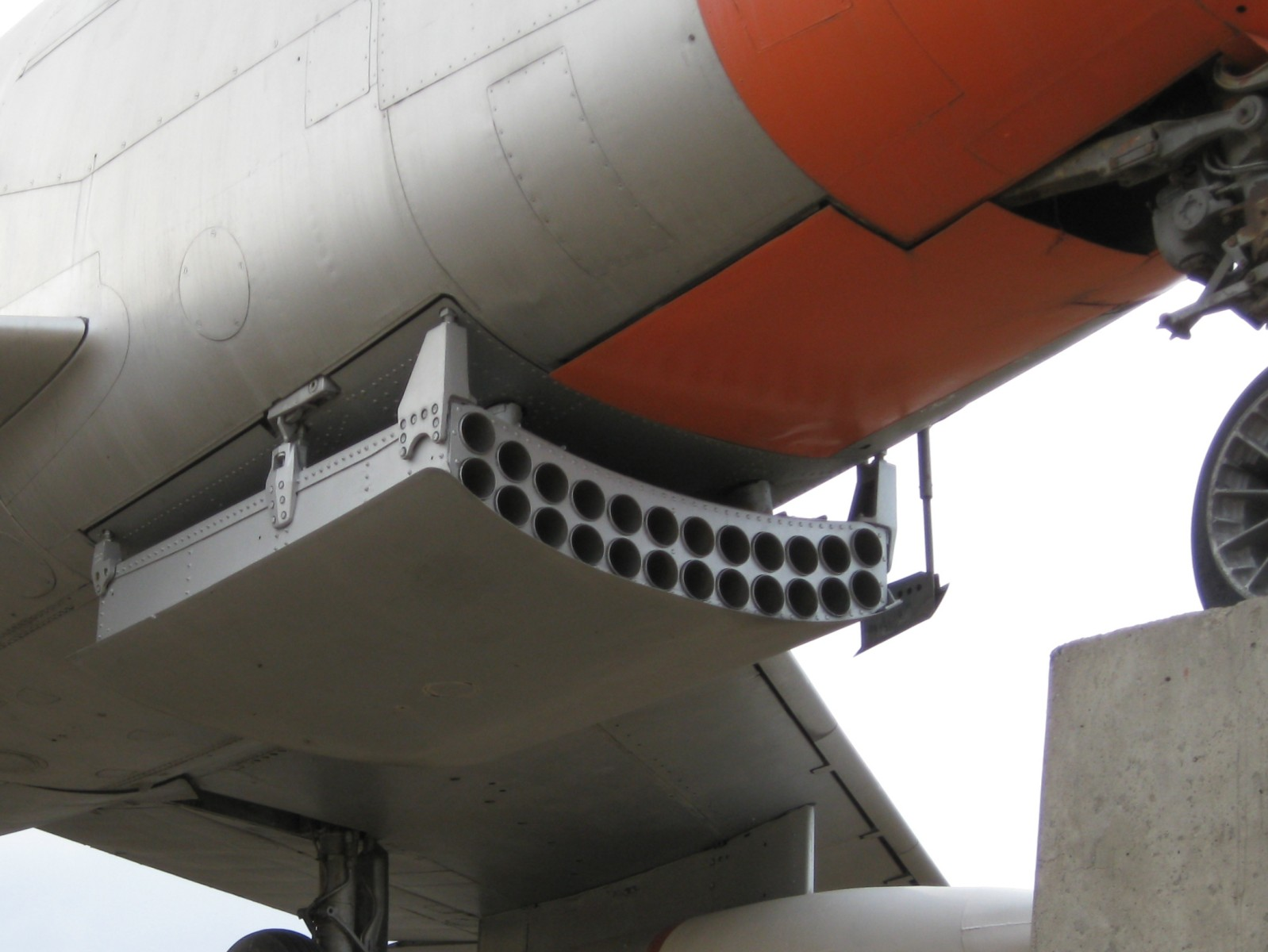
Bandeja de cohetes.

El YF-95 fue un desarrollo del F-86 Sabre, el primer avión diseñado alrededor del nuevo Cohete Aéreo de Aletas Plegables (FFAR) "Mighty Mouse" de 70 mm. Comenzado en marzo de 1949, el desarmado prototipo (50-577) voló por primera vez el 22 de diciembre de 1949, pilotado por el piloto de pruebas estadounidense George Welch, y fue el primer diseño de caza nocturno de la Fuerza Aérea de los Estados Unidos con sólo un tripulante y monomotor, un J47-GE-17 con posquemador de 24,1 kN (5425 lbf) de empuje estático. El armamento de ametralladoras fue eliminado en favor de una bandeja ventral conteniendo 24 cohetes no guiados Mk.4, por entonces considerado un arma más efectiva contra bombarderos enemigos que una barrera de fuego de cañón. Un segundo prototipo (50-578) también fue construido, pero la nomenclatura YF-95 tuvo una corta vida, ya que fue subsecuentemente redesignado YF-86D.
El fuselaje era más ancho y la longitud de la célula se incrementó hasta los 12,29 m, con cubierta de almeja, superficies de cola agrandadas y equipado con radar todo-tiempo AN/APG-36 en un radomo en el morro, encima de la toma de aire. Los modelos posteriores del F-86D recibieron un motor repotenciado J-47-GE-33 de 24,7 kN (5550 lbf) (del lote de producción de F-86D-45 en adelante). Fueron construidos un total de 2504 modelos D.

## Historia operacional

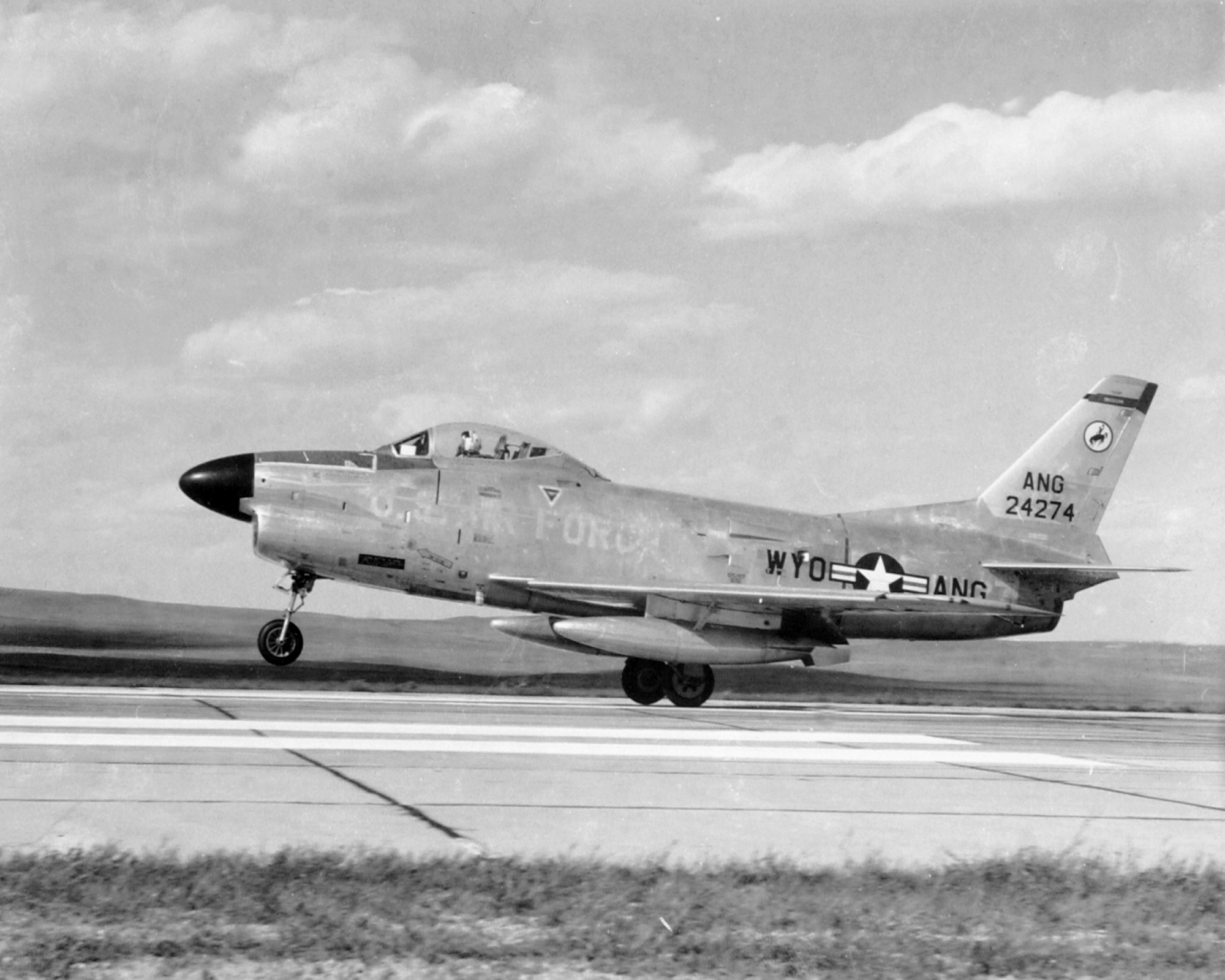
Un F-86L de la Guardia Aérea Nacional de Wyoming a finales de los años 50.

El 18 de noviembre de 1952, un F-86D (51-2945) estableció un récord de velocidad de 1124,1 km/h. El capitán J. Slade Nash voló sobre un circuito de 3 km en el Lago Saltón al sur de California a una altura de sólo 38 m (125 pies). Otro F-86D batió este récord mundial el 16 de julio de 1953, cuando el teniente coronel William F. Barns, volando el F-86D 51-6145, en el mismo curso que el vuelo anterior, alcanzó los 1151,8 km/h.

## Variantes

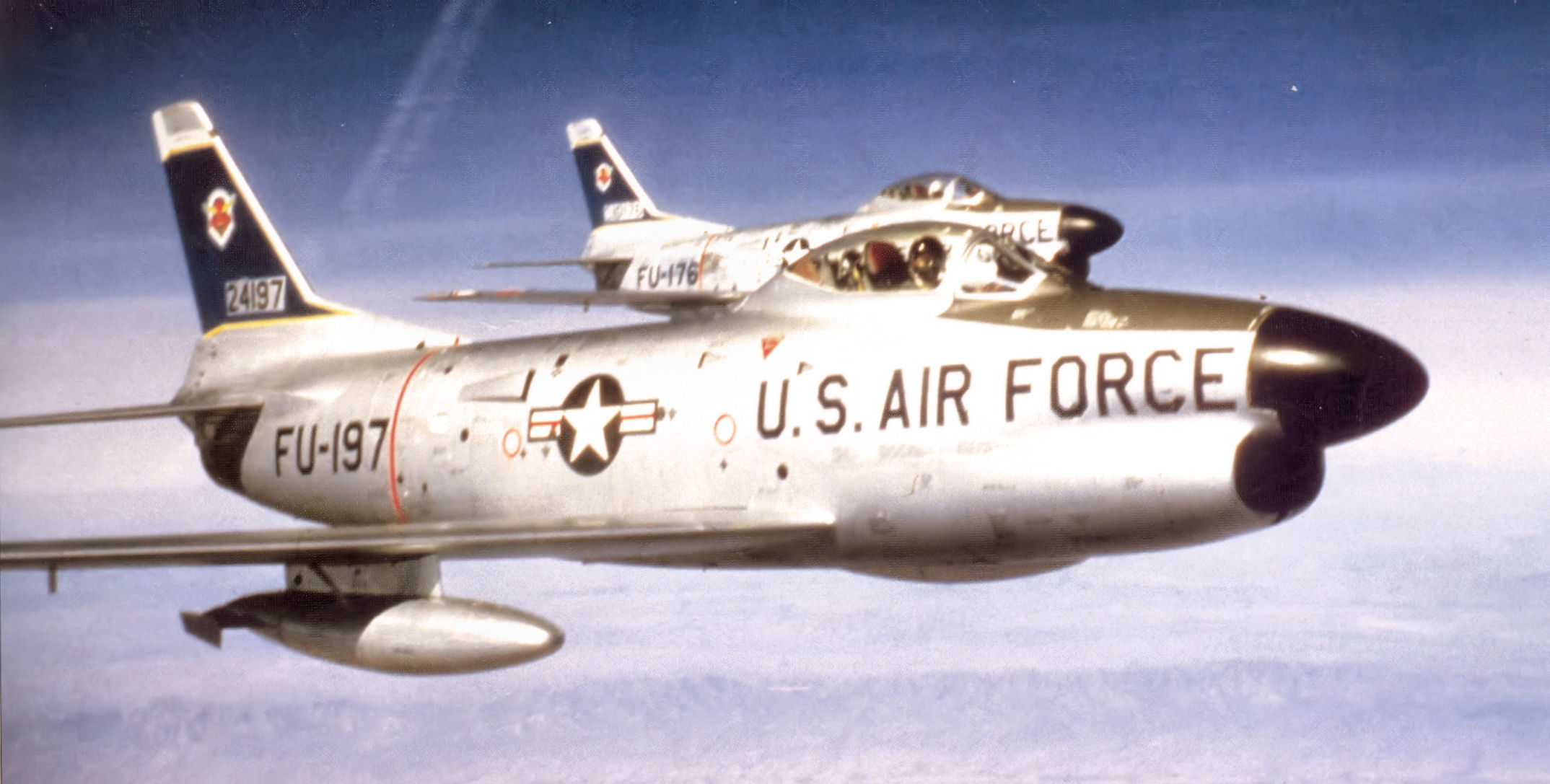
Una pareja de F-86L-45-NA Sabre en vuelo.

Esquema de las variantes del Sabre y Fury.

YF-95A
Prototipo NA-164. Dos unidades construidas. Las designación sería cambiada posteriormente a YF-86D.
YF-86D
Designado originalmente como YF-95A.
F-86D
Versión de producción del F-95A, 2506 unidades construidas (NA-165, NA-173, NA-177, NA-190, NA-201).
F-86G
Designación provisional de la variante F-86D con motores actualizados, 406 construidos como F-86D.
YF-86K
Versión básica del F-86D destinada a la exportación (NA-205).
F-86K
Versión para países de la OTAN del F-86D. 120 se construyeron por parte de NAA (NA-213, NA-221, NA-232, NA-242), y 221 fueron ensamblados por Fiat.
F-86L
Versión actualizada del F-86D con nueva electrónica, mejoras aerodinámicas, y nueva planta motriz; 981 conversiones.

## Operadores
Alemania Occidental
- Luftwaffe

 Corea del Sur
- Fuerza Aérea de la República de Corea

 Dinamarca
- Real Fuerza Aérea Danesa

 Estados Unidos
- Fuerza Aérea de los Estados Unidos

 Filipinas
- Fuerza Aérea Filipina

 Francia
- Ejército del Aire Francés

 Grecia
- Fuerza Aérea Griega

 Honduras
- Fuerza Aérea Hondureña

 Italia
- Fuerza Aérea Italiana

 Japón
- Fuerza Aérea de Autodefensa de Japón

 Noruega
- Real Fuerza Aérea Noruega

 Países Bajos
- Real Fuerza Aérea de los Países Bajos

 República de China
- Fuerza Aérea de la República de China

 Tailandia
- Real Fuerza Aérea Tailandesa

 Turquía
- Fuerza Aérea Turca

 Venezuela
- Fuerza Aérea Venezolana (FAV): Fiat F-86K.

 Yugoslavia
- Fuerza Aérea Yugoslava

## Especificaciones (F-86D-40-NA)
Referencia datos: Combat Aircraft since 1945, The American Fighter

### Características generales
- Tripulación: Uno (piloto)
- Longitud: 12,3 m (40,3 ft)
- Envergadura: 11,3 m (37,1 ft)
- Altura: 4,6 m (15 ft)
- Peso vacío: 6132 kg (13 514,9 lb)
- Peso cargado: 9060 kg (19 968,2 lb)
- Planta motriz: 1× turborreactor General Electric J47-GE-17B.
  - Empuje normal: 24,1 kN (2457 kgf; 5418 lbf) de empuje.
  - Empuje con postquemador: 33,4 kN (3406 kgf; 7509 lbf) de empuje.

### Rendimiento
- Velocidad máxima operativa (Vno): 1115 km/h (693 MPH; 602 kt)
- Alcance: 531 km (287 nmi; 330 mi)
- Techo de vuelo: 15 163 m (49 747 ft)
- Régimen de ascenso: 61,7 m/s (12 146 ft/min)

### Armamento
- Cohetes: 

  - 24x cohetes FFAR Mighty Mouse de 70 mm en bandeja ventral

## Aeronaves relacionadas

### Desarrollos relacionados
- CAC Sabre
- Canadair Sabre
- North American FJ-1 Fury
- North American F-86 Sabre
- North American FJ-2/-3 Fury
- North American YF-93
- North American F-100 Super Sabre
- Fuji T-1

### Aeronaves similares
- Douglas F3D Skyknight
- Douglas F4D Skyray
- Lockheed F-94 Starfire
- Northrop F-89 Scorpion
- Dassault Mystère
- Fiat G.91
- Hawker Hunter
- Supermarine Swift
- Saab 29 Tunnan
- Mikoyan-Gurevich MiG-17

### Secuencias de designación
- Secuencia NA-_ (interna de North American): ← NA-161 - NA-162 - NA-163 - NA-164 - NA-165 - NA-166 - NA-167> - NA-168 -- NA-170 - NA-171 - NA-172 - NA-173 - NA-174 - NA-175 - NA-176 - NA-177 - NA-178 - NA-179 - NA-180 -- NA-187 - NA-188 - NA-189 - NA-190 - NA-191 - NA-192 - NA-193 -- NA-198 - NA-199 - NA-200 - NA-201 - NA-202 - NA-203 - NA-204 - NA-205 - NA-206 - NA-207 - NA-208 - NA-209 - NA-210 -- NA-229 - NA-230 - NA-231 - NA-232 - NA-233 - NA-234 - NA-235 -- NA-239 - NA-240 - NA-241 - NA-242 - NA-243 - NA-244 - NA-245 →
- Secuencia F-_ (Cazas (Fighter) del USAAC/USAAF/USAF, 1924-1962): ← XP-83 - P-84/F-84/F/H - P-85/F-85 - P-86/F-86/D - P-87/F-87 - P-88/F-88 - P-89/F-89 -- P-92/F-92 - F-93 - F-94 - F-95 - F-96 - F-97 - F-98 →